# Guido Mineo
Guido Mineo (Motovun) hrvatski je glazbeni producent, snimatelji i gitarist.

## Životopis
Glazbenu karijeru godinama je gradio u inozemstvu (Njemačka, Velika Britanija, SAD). Kao studijski djelatnik surađivao je s brojnim poznatim sastavima i autorima: kao koproducent za Eurythmics, Sam Brown, Arethu Franklin, Giannu Nanini, Loverboy; kao skadatelj za Rickyja Martina, Thomasa Andersa (Modern Talking), Rockhaus, Mo and the Gangsters in Love, Drakea, Haiyti i dr. Na hrvatskoj sceni pojavljuje se početkom Domovinskog rata s domoljubnom skladbom "We're Gonna Be Free", koju je u duetu otpjevao s Josipom Lisac. U svom gradu Motovunu otvara privatni tonski studio te surađuje s brojnim hrvatskim sastavima i glazbenicima poput Vladimira Kočiša Zeca, Tonija Cetinskog, Dina Dvornika, Radojke Šverko, Olivera Dragojevića, sastava Maxmett te na raznim kompilacijama.

### Izdvojene skladbe
- Ja sam zaljubljen Tony Cetinski
- Tvoje tijelo       Tony Cetinski
- 23.Prosinac (Porin) Tony Cetinski
- Morski Vuk Tony Cetinski /,Oliver Dragojević
- Metak Vlatka Pokos
- Nebo Moje Oliver Dragojević
- Dobar Dan Oliver Dragojević
- Daj me Vina Dar Mar
- Novi Svijet Anamarie
- Idemo do Kraja Dar Mar za SP 1998 Himna HNS

Samostalni album pod nazivom Mineo objavio je 1993. godine u izdanju Croatie Records. Album sadrži njegova djela nastala nakon povratka u Hrvatsku. Nakon objavljivanja albuma slijede brojni nastupi na TV-u i uživo koncerti koji su u ono vrijeme najčešće bili humanitarnog karaktera.
Dobitnik je diskografske nagrade Porin koju je 1996. godine osvojio u kategoriji skladba godine, ("23. prosinca" ).
Finale Splitski Festival 2001
Super Finale San Remo International
- Komm doch noch mal Warner/Teldec Platinum Status
- Play it Loud.      EMI international         Platinum Status
- 1991 Eurythmics Producer / Songwriter
- 1993 Remixer Conny Plank   EMI Germany
- 1992 Staccato Heaven         Teldec    Gold
- 1993. - Mineo (Croatia Records)
- 1999 Gianna Nanini Bello Impossible Composer
- 2004 Sam Brown You better Stop Warner Uk
- Universal Entertainment New York Producer 2000-2017
- Universal Germany. 2017\18 Producer Rammstein
- 2016 Urban Music/   Berlin Germany,Kitschkrieg ,Haiyti. Deichkind. Universal Germany Composer Producer
- Filmmusik International